# Gerhard Mensch (Bauingenieur)
Gerhard Mensch (* 1. September 1880 in Schötmar; † 5. August 1940) war ein deutscher Bauingenieur, der in den 1920er- und 1930er-Jahren mit renommierten Berliner Architekten zusammenarbeitete. Seine Stahlskelettkonstruktionen interessanter Bauwerke und andere spezielle technische Maßnahmen ermöglichten auf wenig tragbarem Untergrund oder unter Ausnutzung der Bauhöhe die Errichtung einiger heute denkmalgeschützter Geschäftsbauten im Berliner Raum. Neben den beteiligten Architekten und ausführenden Baufirmen ist ein guter Bauingenieur für das Bauwerk mindestens ebenso wichtig und wird selten erwähnt.

## Leben
Gerhard Mensch besuchte in Bad Salzuflen die Realschule, anschließend studierte er an der Technischen Hochschule Charlottenburg Architektur bzw. Bauingenieurwesen. Im Anschluss bekam er eine Anstellung im Ingenieurbüro des Baurates und Konstrukteurs Karl Bernhard, unterbrochen durch den Wehrdienst im Ersten Weltkrieg. Einige Jahre arbeitete Mensch auch nebenberuflich als Assistent für Statik und Ingenieurkonstruktionen bei Paul Müller in Breslau und Siegmund Müller in Berlin. Im Jahr 1921 gründete Gerhard Mensch ein eigenes Büro in Berlin (Charlottenburg, Knobelsdorffstraße 95). Er wurde Partner namhafter Architekten wie Emil Fahrenkamp, Heinrich Wolff, Ernst Ziesel, Jean Krämer. Zeitweilig bestand eine Sozietät mit dem Ingenieur Georg Padler. Das Credo von Mensch war, kühne und moderne Baukonstruktionen anzustreben. In einer Veröffentlichung des Jahres 2003 wird Mensch auch als einer der großen Berliner Tragwerksplaner der Zwischenkriegszeit bezeichnet.

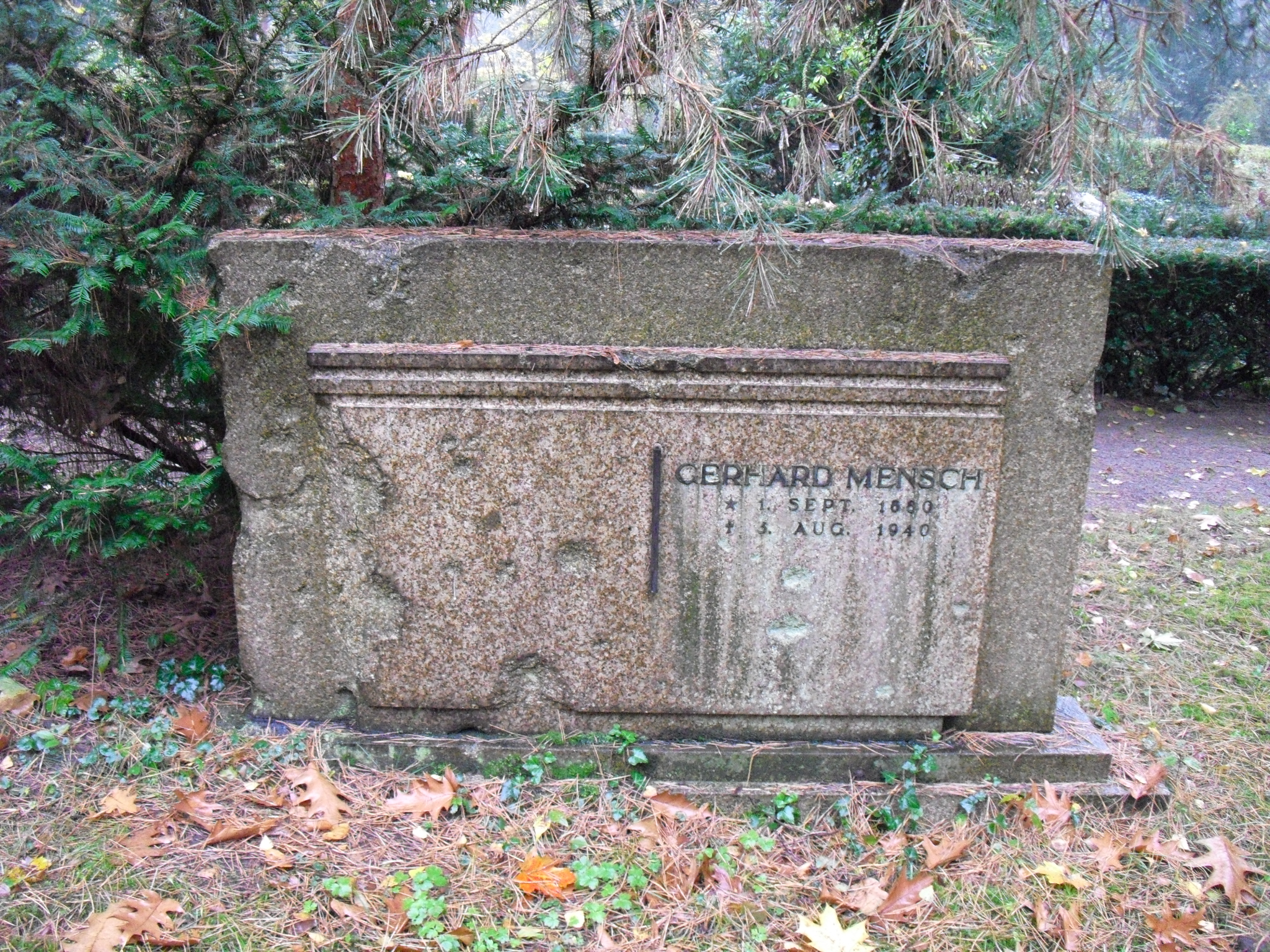
Grabstein von Gerhard Mensch auf dem Friedhof Heerstraße (mit Bombensplittern)

Er war verheiratet mit Else Sawade und hatte einen Sohn, Karl Mensch (* 1907).
Gerhard Mensch starb, vier Wochen vor seinem 60. Geburtstag, am 5. August 1940. Sein Grab befindet sich auf dem Friedhof Heerstraße in Berlin-Westend (Feld 14–15).

## Bauten, an denen Gerhard Mensch wesentlich beteiligt war
Im Auftrag der Berliner Straßenbahn-Betriebs-GmbH entstanden erste Tragwerks-Konstruktionen von Gerhard Mensch ab 1923 gemeinsam mit dem Architekten Jean Krämer beim Neubau der Straßenbahn-Betriebshöfe in den Ortsteilen Wedding (Betriebshof Müllerstraße), Charlottenburg (Betriebshof Charlottenburg) und Britz (Betriebshof Britz) sowie bei der Rekonstruktion des Straßenbahnhofs in Wilmersdorf (Betriebshof Halensee). Er berechnete auch den statischen Nachweis des Verkehrsturms am Potsdamer Platz.
Die Firma AEG hatte um 1900 Tochterfirmen gegründet, für die Bauland im heutigen Bezirk Treptow-Köpenick, Ortsteil Oberschöneweide, erworben wurde. So entstand das Kabelwerk Oberspree (KWO) mit einigen Fabrikhallen aus gelben Backsteinen nach Entwürfen von Peter Behrens. Die bereits in den 1920er-Jahren notwendigen Erweiterungsbauten wurden von verschiedenen Architekten geplant. Ernst Ziesel, der seit 1924 für die baukonstruktiven Aufgaben eng mit dem Ingenieur Gerhard Mensch zusammenarbeitete, konnte für das AEG-Werk zwei neue Hallenschiffe des Kupferwalzwerkes, ein Gebäude für eine Generatorgasanlage (1927), eine Fernmeldekabelfabrik (1928) und für das Transformatorenwerk Oberspree (TRO) eine Großtransformatorenhalle (1928/1929) im Stil des „radikalen Funktionalismus“ verwirklichen. Gerhard Mensch verantwortete die tragende Funktion der Bauten und sorgte mit Stahlskelettkonstruktionen der Produktionsgebäude für weiträumige lichtdurchflutete Stockwerkshallen mit nur wenigen Mittelstützen. Jahrzehntelang erfüllten die neuen Gebäude der Kabelfabrik ihre Funktion, die Ost-Berliner Bauaufsicht stellte sie 1977 unter Denkmalschutz. Nach dem Ende der DDR und damit dem Ende der Kabelproduktion in Oberschöneweide fiel das Fabrikgelände 1993 an die Berliner Landesentwicklungsgesellschaft (BLEG), die einen neuen Investor und Nutzer suchte. Ein Vertrag mit dem Berliner Senat zum Erhalt der Gebäude (1996) führte zu Sanierungsarbeiten im Wert von einer Million Euro (Abtragung arsenhaltiger Industrieschlacke, Einbringung von Spundwänden im Grundwasserbereich). 2003 begannen Planungsarbeiten eines Campus für die Einrichtungen der FHTW auf dem KWO-Gelände. Dabei ergab ein Wertgutachten, dass die Sanierung der alten Kabelfabrik, dem Kernstück aller Bauten, mehr als 20 Mio. Euro kosten sollte und damit das bereitgestellte Investitionsvolumen stark überschritt. Trotz einer breiten Protestbewegung von Studenten, der HTW Berlin und Mitgliedern der Berliner Architektenkammer wurden im Jahr 2006 die großen Gebäude abgerissen. Die Arbeiten von Ziesel und Mensch sind damit verloren. Die Großtransformatorenhalle auf einem in der Nähe befindlichen Areal wurde jedoch erhalten und ist heute das Kernstück des Technologie- und Kulturzentrums Rathenau (Rathenauhallen).
Ernst Ziesel und Gerhard Mensch gestalteten 1928/1929 für die AEG-Tochtergesellschaft Hydrawerk ein neues Fabrikgebäude im Stadtteil Gesundbrunnen (Drontheimer Straße 30A–B, 34–34A, 36, 38).

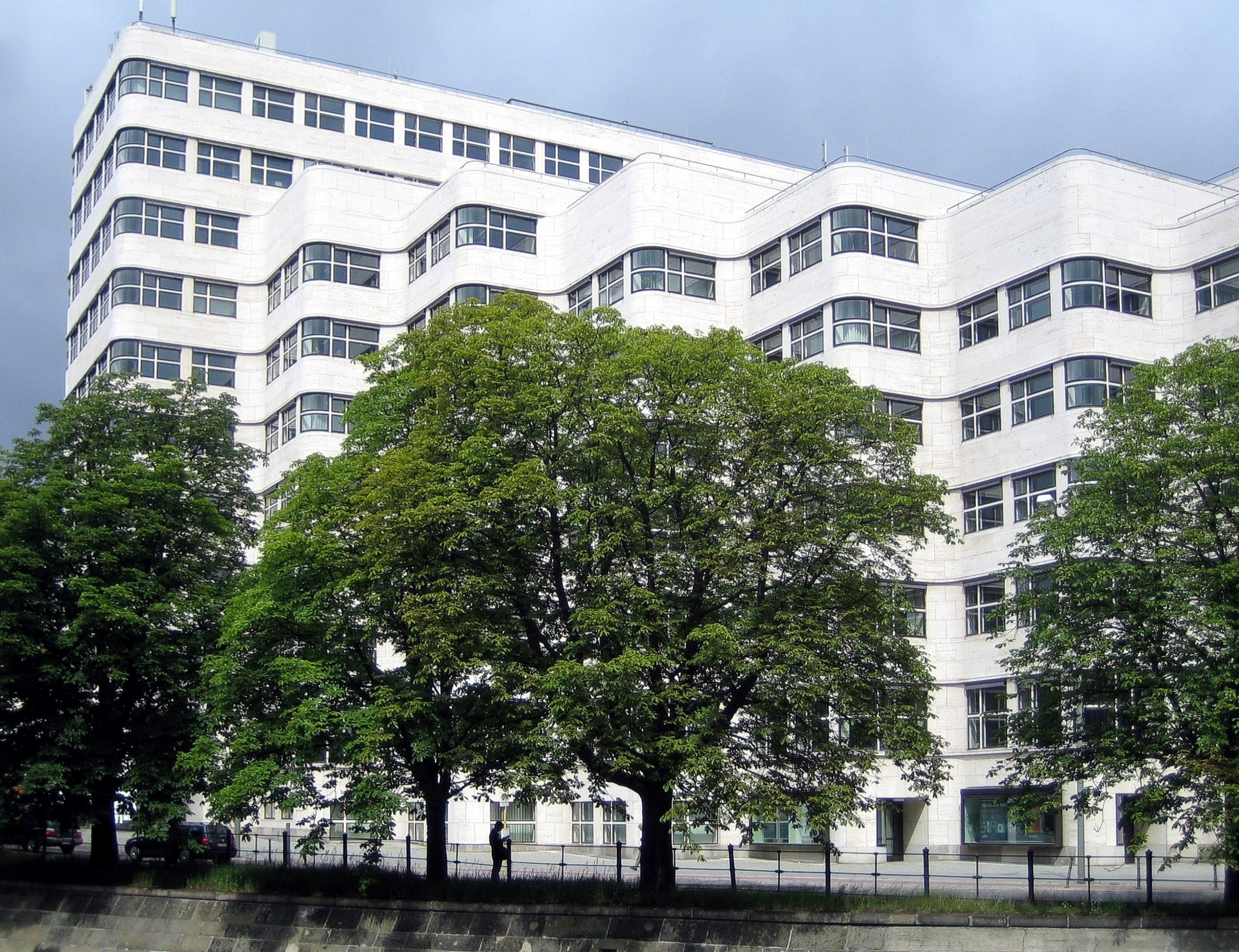
Shell-Haus, 2005

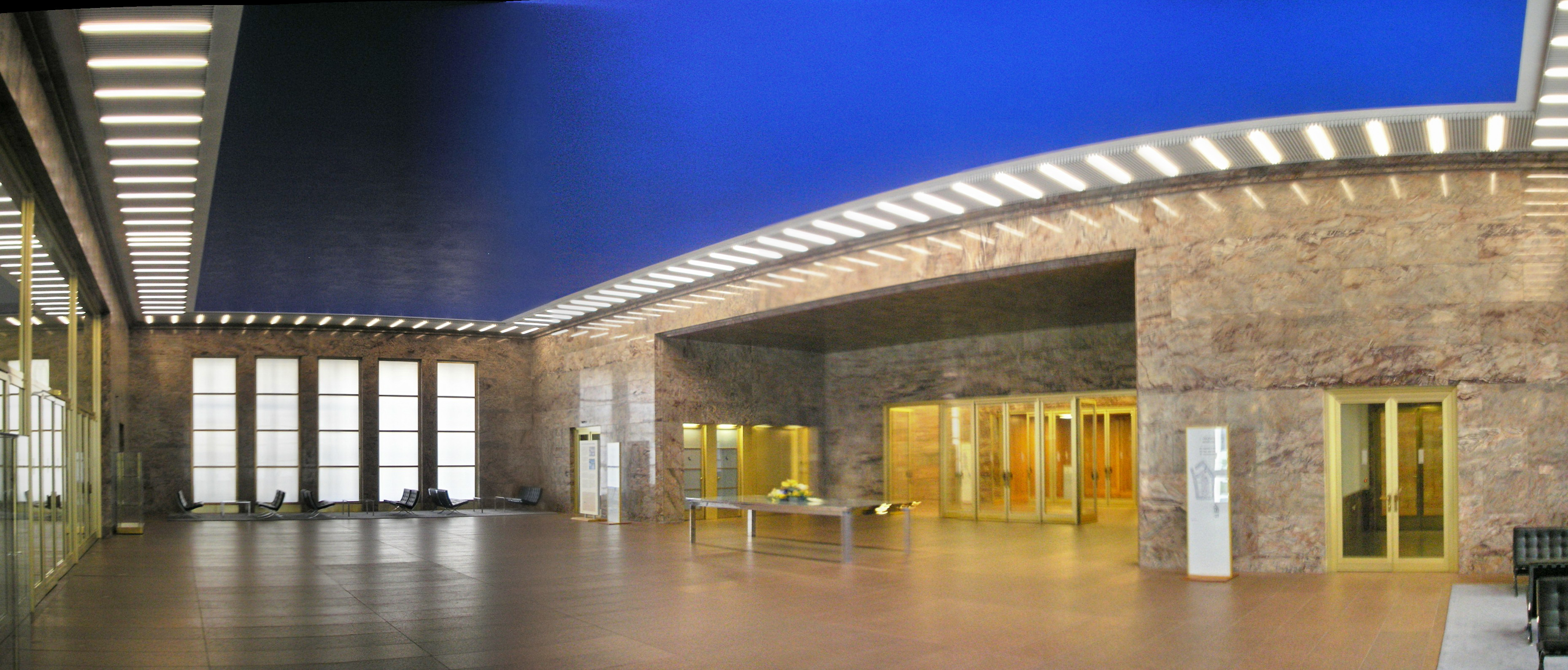
Ansicht eines Teils der Haupthalle der ehemaligen Reichsbank nach Totalsanierung

Am Landwehrkanal im Berliner Bezirk Mitte, Ortsteil Tiergarten (Reichpietschufer 60/Stauffenbergstraße), steht das 1932 eröffnete Verwaltungsgebäude der früheren Rhenania-Ossag Mineralölwerke (später zur Shell AG gehörend). Der Düsseldorfer Architekt Emil Fahrenkamp hatte 1929 das stufenförmig ansteigende Hochhaus mit einer gestaffelten Fassade entworfen. Gerhard Mensch war für die konstruktiven Ingenieur-Arbeiten zuständig und sorgte mit modernen Bautechnologien für eine hohe Standfestigkeit und einen schwingungsfreien Stand. Der Gebäudekomplex ist auf einer bis etwa neun Meter unter Straßenniveau reichenden Eisenbetonwanne gegründet. Die Seitenwände der Wanne sind durch einen zwei Zentimeter breiten Luftschlitz von den darüber liegenden Bauteilen getrennt und absorbieren damit die durch den Straßenverkehr entstehenden Schwingungen im Gebäude. Ein Stahlskelett sorgt für die nötige Steifigkeit des kompletten Baus, der zwei Kelleretagen, drei große Treppenhäuser, Fahrstühle und Flachdächer auf einem trapezförmigen Grundriss mit Innenhof aufweist. Das 1998–2000 umfassend restaurierte Shell-Haus ist Sitz der Verwaltung des Energieversorgungsunternehmens GASAG.
Zusammen mit dem Architekten und Reichsbankbaudirektor Heinrich Wolff erarbeitete Gerhard Mensch mit seinem Partner Georg Padler 1933 die Konstruktionsunterlagen für einen Erweiterungsbau der Reichsbank im Berliner Bezirk Mitte, Ortslage Friedrichswerder (Werderscher Markt mit Jäger-, Oberwall-, Kur- und Unterwasserstraße). Obwohl es einen Architektenwettbewerb gegeben hatte, erhielten Vorentwürfe Heinrich Wolffs nach persönlicher Einflussnahme durch Adolf Hitler den Vorzug. Für die Bauausführung hatte sich eine Arbeitsgemeinschaft Reichsbank-Erweiterung gegründet, die zuvor den Abriss Alt-Berliner Bausubstanz wie das Weydingerhaus oder Raules Hof und die Verlegung von Straßen veranlasst hatte. Die geplanten Umbauten erfolgten im Zeitraum 1934 bis 1940. Der ausgedehnte Gebäudekomplex mit mehreren Innenhöfen ist innen und außen mit Natursteinmaterial (Granit, Porphyr oder Marmor) verkleidet. Dem Baukörper liegt wiederum ein von Gerhard Mensch entworfenes und berechnetes Stahlskelett zugrunde, das eine über den unteren Räumlichkeiten aufgehängte stützenfreie Haupthalle ermöglichte. Das monumentale Gebäudeensemble überstand alle Zeiten, alle Nutzungsänderungen und die damit verbundenen baulichen Änderungen. Der Hauptstadtbeschluss führte 1996–2000 zum Umbau für das Auswärtige Amt der Bundesrepublik, der dem Architekten Hans Kollhoff übertragen wurde. Kollhoff konnte Reste der ursprünglichen Innenausstattung und damit der Baukonstruktion von Gerhard Mensch der 1930er Jahre und der DDR-Änderungen der 1960er Jahre wie Tresorkeller, Eingangsbereiche, Ehrenhalle, Verbindungsbrücken, Treppenhäuser, Paternoster, Plenarsaal, Foyer, Garderoben und Sitzungssaal erhalten.
Weitere Bauten unter wesentlicher Beteiligung von Gerhard Mensch sind:
In Berlin
- Eine Maschinenglasfabrik für die Osram-Gesellschaft in Berlin-Siemensstadt
- 1922 Maschinen- und Kesselhäuser für das Elektrizitätswerk Südwest Berlin, einer Vorgängereinrichtung der Bewag. Verschiedene Gebäude dieser Fabrik wurden später als Lichtlabor für die Berliner Straßenbeleuchtung genutzt. Seit 2004 befinden sich die erhaltenen Bauten im Besitz der Jüdischen Gemeinde Berlin und wurden nach Plänen des Architekten Sergei Tchoban rekonstruiert und umgebaut. 2007 eröffnete hier das „Jüdische Familien- und Kulturzentrum und Synagoge Münstersche Straße, Berlin“.[15]
- 1928–1930 gemeinsam mit Hans Hertlein das elfgeschossige Verwaltungsgebäude des Wernerwerkes in Berlin-Siemensstadt

In anderen deutschen Städten
- Ein 12-geschossiges Redaktionsgebäude für den Magdeburger General-Anzeiger in Magdeburg

Im Ausland
- Eine Brücke über die Drina im damaligen Serbien.

## Schriften
- Gerhard Mensch: Die Aussteifung von Stahlskeletthochhäusern. In: Der Stahlbau, 4, 1931, S. 43–48.
- Gerhard Mensch: Die Konstruktion des Verwaltungsgebäudes der Rhenania-Ossag. In: Zentralblatt der Bauverwaltung, 52, 1932, S. 548–552.
- Heinrich Wolff, Gerhard Mensch, Georg Padler: Berliner Stahl-Hochbauten 1936. S. 32ff.
- Heinrich Wolff, Gerhard Mensch, Georg Padler: Der Erweiterungsbau der Reichshauptbank. In: Bauwelt, 28, 1937, 34, S. 771–776.
- Heinrich Wolff, Gerhard Mensch, Georg Padler: Der Erweiterungsbau der Reichshauptbank. In: Wasmuths Monatshefte für Baukunst, 21, 1937, S. 289–290.
- Gerhard Mensch: Zur Berechnung der Formänderungen vollwandiger Tragwerke mit veränderlichem Querschnitt. In: Der Bauingenieur, 20, 1955, H/45/46.